# Marina Timofejewna Semjonowa

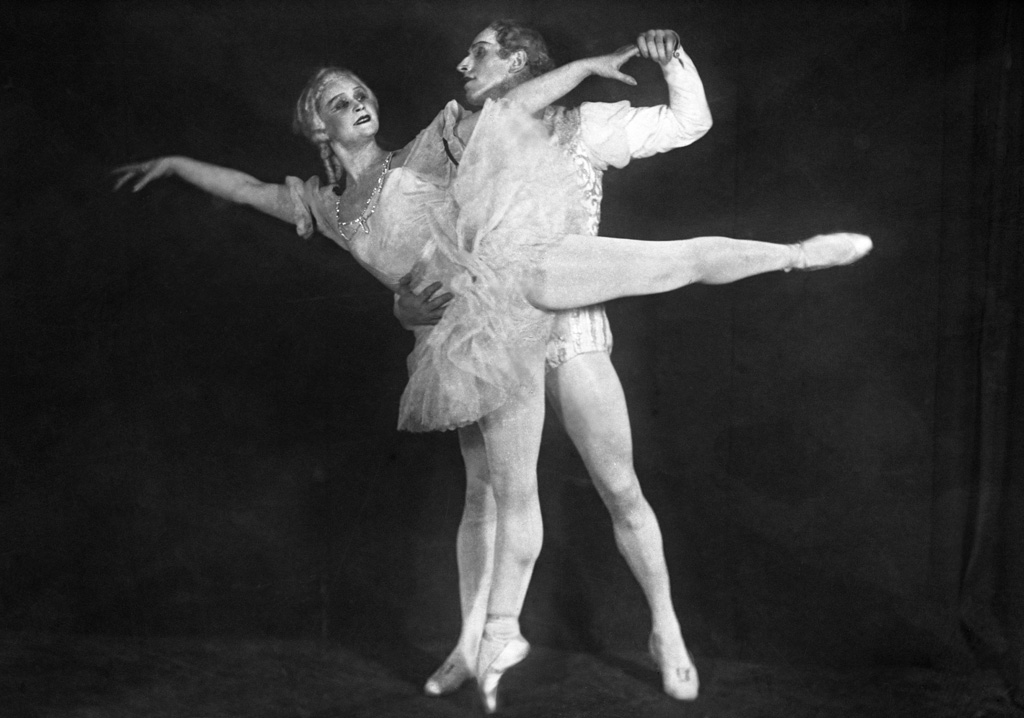
Marina Timofejewna Semjonowa in einer Szene aus Pjotr Tschaikowskis Ballett „Der Nussknacker“ (Bolschoi-Theater 1939)

Marina Timofejewna Semjonowa (russisch Марина Тимофеевна Семёнова; * 30. Maijul. / 12. Juni 1908greg. in Sankt Petersburg; † 9. Juni 2010 in Moskau) war eine russische Primaballerina.

## Biografie
Semjonowa war eine der ersten Schülerinnen von Agrippina Waganowa. 1925 absolvierte sie die Staatliche Choreographieschule Leningrad und begann ihre Arbeit am Mariinski-Theater. 1930 wechselte sie zum Bolschoi-Theater, wo sie bis 1952 als Balletttänzerin aktiv war. 1930 heiratete sie den sowjetischen Diplomaten Lew Michailowitsch Karachan.
1935 und 1936 trat sie zusammen mit dem Ballet de l’Opéra de Paris in Giselle auf. Ihr Partner war Serge Lifar.
Nach Beendigung ihrer Karriere als Tänzerin arbeitete sie am Bolschoi-Theater als Pädagogin. Ihre Schüler waren unter anderem Swetlana Adyrchajewa, Nino Ananiaschwili, Natalja Bessmertnowa, Rimma Karelskaja, Marina Kondratjewa, Nadeschda Pawlowa, Maja Plissezkaja, Ljudmila Semenjaka, Nina Sorokina und Nikolai Ziskaridse.
1941 wurde ihr der Stalinpreis verliehen. 1975 wurde sie als Volkskünstlerin der UdSSR, 1988 als Held der sozialistischen Arbeit ausgezeichnet.
2004 beendete sie ihre Tätigkeit am Bolschoi-Theater. 2008 wurde dort ihr 100. Geburtstag gefeiert.
Semjonowa war seit 1930 mit dem stellvertretenden sowjetischen Außenminister Lew Karachan verheiratet, der 1937 den Säuberungsaktionen Stalins zum Opfer fiel. Später heiratete sie Wsewolod Aksjonow, mit dem sie die Tochter Jekaterina hatte, die auch eine ehemalige Ballerina des Bolschoi-Balletts ist.
Marina Semjonowa starb drei Tage vor ihrem 102. Geburtstag in ihrem Haus in Moskau.